# الحصين (السياني)

تعديل مصدري - تعديل

الحصين محلة تابعة لقرية الدمنة، التابعة لعزلة عميد الخارج بمديرية السياني إحدى مديريات محافظة إب في الجمهورية اليمنية.، بلغ تعداد سكانها 241 حسب تعداد اليمن لعام 2004.